# Ålö AB

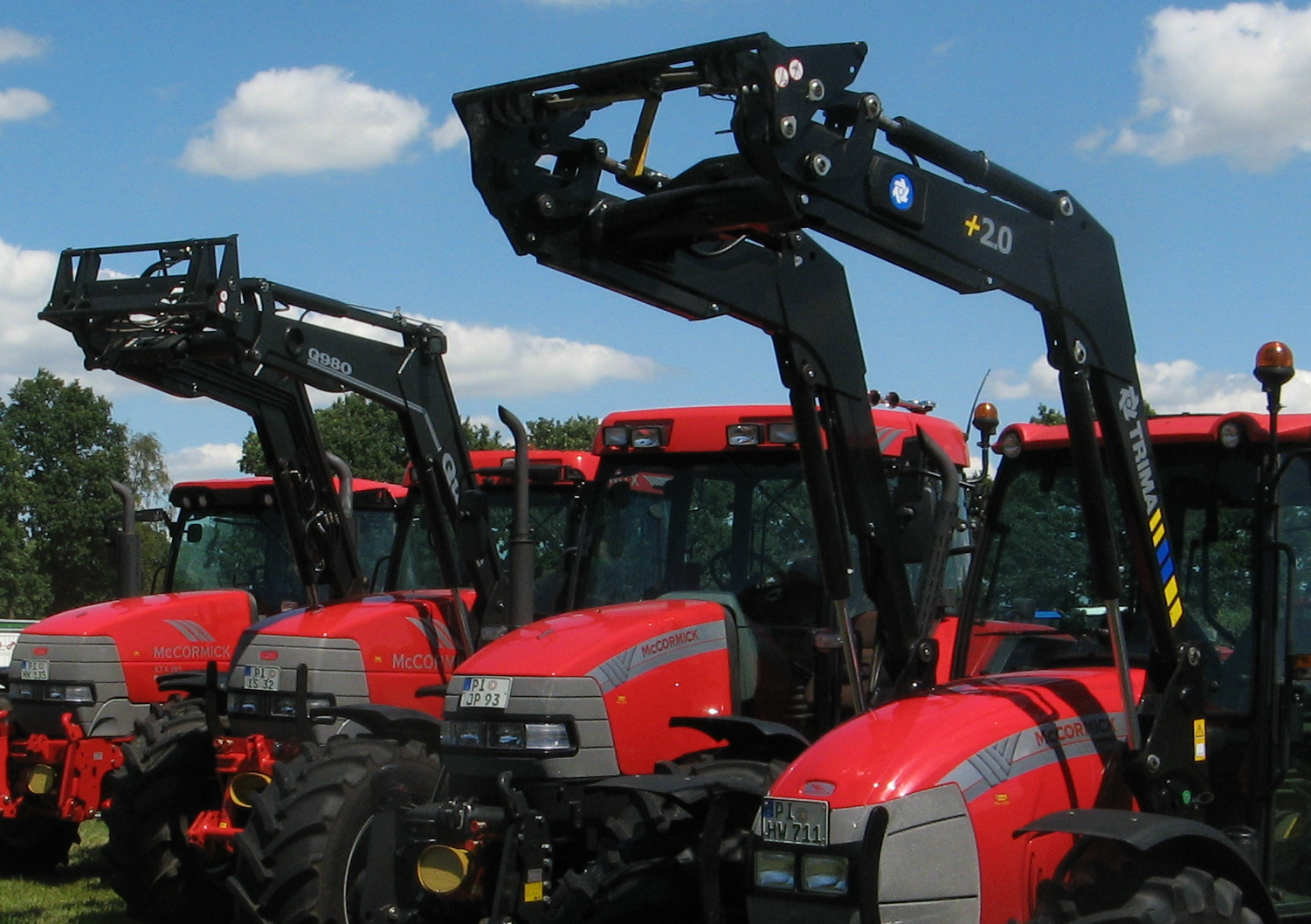
ładowacze czołowe Trima i Quicke na ciągnikach McCormick

Ålö AB – szwedzki producent maszyn rolniczych z siedzibą w Brännland, który specjalizuje się w produkcji ładowaczy czołowych pod markami Quicke i Trima a w przeszłości także pod markami Veto i Agram.

## Historia
- 1947 r. - Karl-Ragnar Åström zaprojektował pierwszy szwedzki ładowacz czołowy na własny użytek[1].
- 1949 r. - rozpoczyna się produkcja seryjna na małą skalę a rok później firma zostaje zarejestrowana pod nazwą Ålö-Maskiner.
- 1958 r. - zostaje wprowadzony Quicke jako pierwszy na świecie ładowacz z szybkim sprzęganiem narzędzi.
- 1988 r. - zakup kanadyjskiej firmy KMW[2]
- 1992 r. - francuska firma Agroma zostaje nabyta a w jej miejsce zostaje utworzona firma sprzedażowa Agram Manutention[3].
- 1993 r. - Balticgruppen zostaje właścicielem firmy.
- 1999 r. - duńskie Veto zostaje nabyte od Nordsten A/S.[4]
- 2000 r. - Ålö nabywa lokalnego rywala firmę Trima z fabryką w Bergsjö.
- 2009 r. - Ålö postanawia zbudować fabrykę w chińskim Ningbo i przenieść tam produkcję osprzętu do ładowaczy czołowych z Skive i Bergsjö[4].
- 2011 r. - Altor nabywa Ålö AB.[5]